# Krajowe Stowarzyszenie na rzecz Popierania Ludności Kolorowej

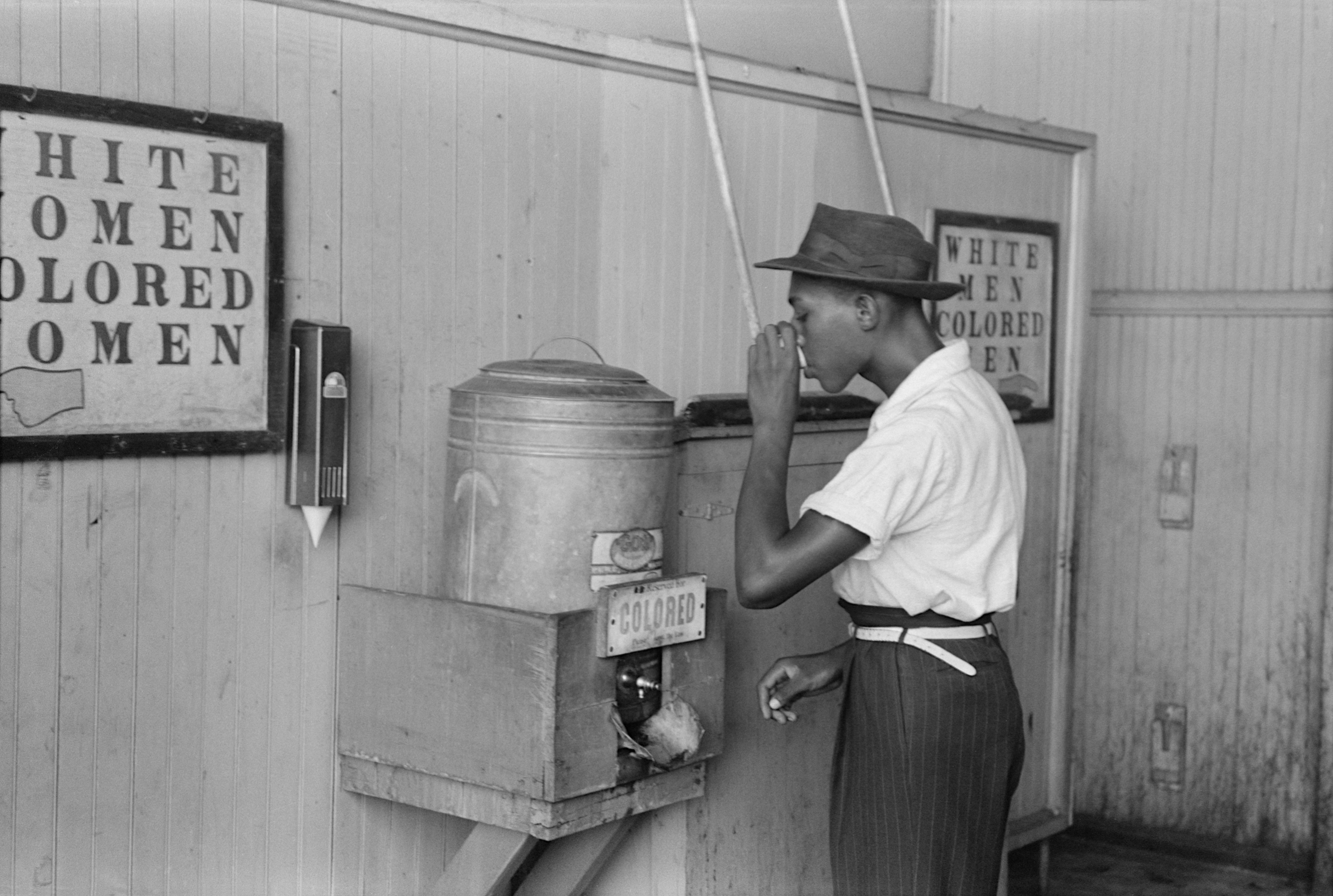
Dyspozytor wody pitnej dla „kolorowych”, USA, Oklahoma City 1939 rok

Krajowe Stowarzyszenie na rzecz Popierania Ludności Kolorowej (ang. The National Association for the Advancement of Colored People; NAACP) – organizacja założona 12 lutego 1909 roku na bazie Ruchu Niagara.
Walczyła ona o zniesienie segregacji rasowej w Stanach Zjednoczonych, poprzez zrównanie praw politycznych, ekonomicznych, edukacyjnych, prawnych między czarną i białą ludnością. Jest jedną z najstarszych i najbardziej wpływowych amerykańskich organizacji walczących o prawa człowieka.
Do głównych działaczy należeli W.E.B. Du Bois, William E. Walling oraz Mary W. Ovington.